# Leon Rotman
Leon Rotman (ur. 22 lipca 1934 w Bukareszcie) – rumuński kajakarz, kanadyjkarz. Trzykrotny medalista olimpijski.
Urodził się w żydowskiej rodzinie. Specjalizował się w kanadyjkowej jedynce. Brał udział w dwóch igrzyskach (IO 52, IO 60) i na obu zdobywał medale. W 1956 triumfował zarówno na dystansie 1000 metrów, jak i 10 000 m. Cztery lata później był trzeci na krótszym z tych dystansów.